# Stenella coeruleoalba
El delfín listado (Stenella coeruleoalba) es una especie de cetáceo odontoceto de la familia Delphinidae. Ha sido ampliamente estudiado ya que se encuentra en aguas de zonas templadas y tropicales de todo el mundo. Es, con mucha diferencia, el cetáceo más frecuente en el Mediterráneo occidental. Sus varamientos representan más de un 60% del total de los que se producen en las costas del Mediterráneo noroccidental. Se trata de un pequeño delfín que normalmente no supera los 220 cm de longitud máxima. Aparentemente, no hay dimorfismo sexual en el tamaño.

## Descripción
El delfín listado tiene un tamaño y forma similar a varios otros delfines que habitan en las mismas aguas (Stenella attenuata, Stenella frontalis, Stenella clymene), sin embargo, su coloración los hace fáciles de distinguir en el mar.
La parte inferior o ventral es de color blanco o rosa. Hay una o dos bandas de color azul oscuro que parten del ojo a la aleta caudal. Existen otras dos franjas azules que va desde detrás de los oídos, terminando sobre las aletas pectorales. La parte trasera, la aleta dorsal, el melón y hocico son de color azul oscuro.
Los adultos pueden llegar a medir 2,6 m, con un peso de 150 kg las hembras y los machos 160 kg. 
Al igual que los otros delfines de su género, el delfín listado se mueve en grandes grupos, por lo general en más de 100 individuos. Los grupos pueden ser más pequeños en el Mediterráneo y el Atlántico. También pueden mezclarse con delfines comunes oceánicos.

## Población y Distribución

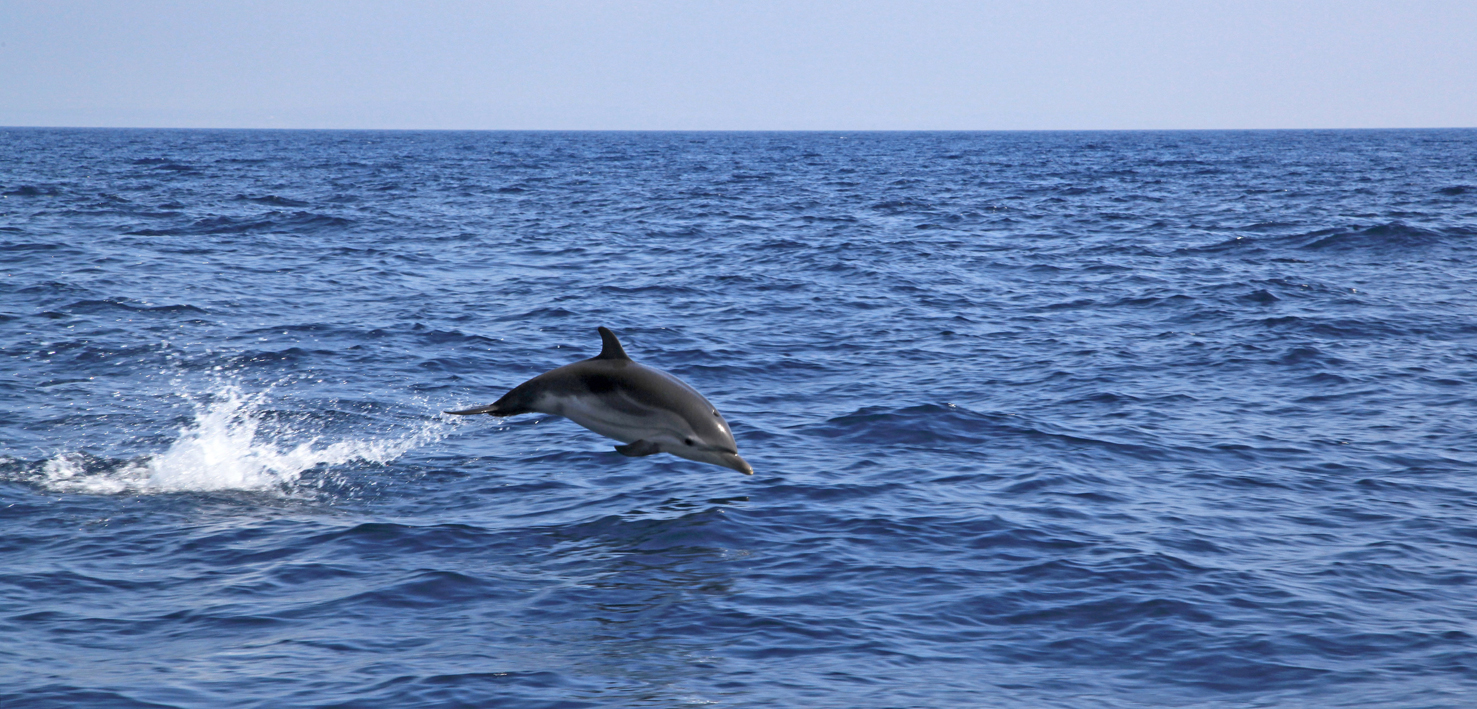
Un delfín rayado salta en el mar de Iroise.

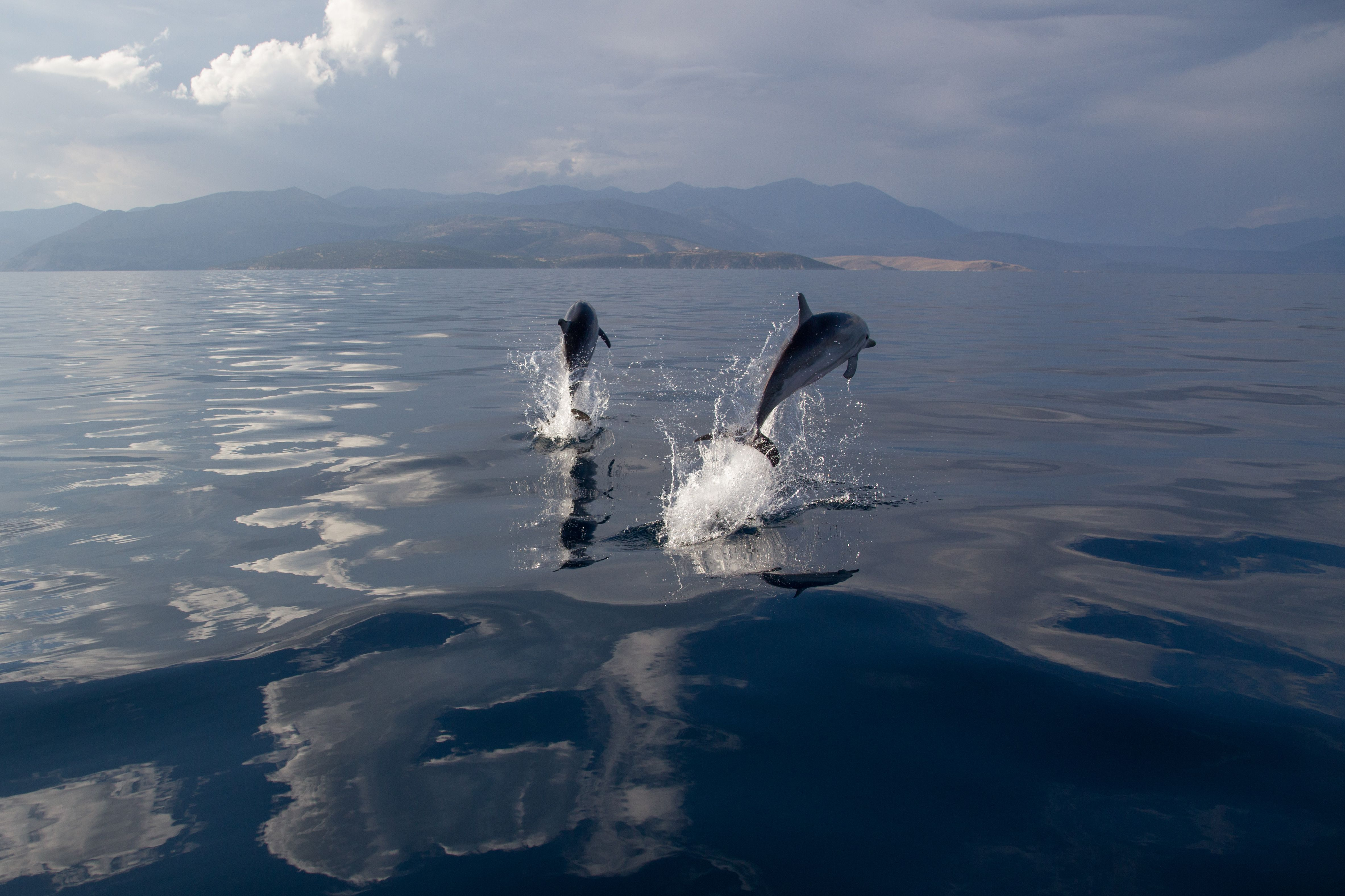
Delfines rayados saltando en el golfo de Corinto.

Se encuentra en abundancia en el norte y en el sur del Océano Atlántico, incluyendo el Mediterráneo, el Golfo de México, Océano Índico y el Océano Pacífico. En términos generales ocupa un rango que va de 40° N y 30° S. El delfín listado se encuentra en las latitudes cálidas y templadas de todos los grandes océanos. La temperatura del agua superficial preferida por esta especie se sitúa entre los 16 y los 20 °C. En el Atlántico Norte, la densidad más elevada se concentra entre los 20 y los 50° de latitud norte, donde es una especie muy frecuente. En el Mediterráneo, el delfín listado es muy abundante en la vertiente occidental pero se enrarece en la oriental, aunque se conocen numerosos registros de su presencia en el Mar Egeo. Es probable que exista un cierto intercambio entre las poblaciones mediterráneas y las atlánticas a través del Estrecho de Gibraltar, pero ciertas diferencias en la pigmentación y en la medida corporal, que es unos 30 cm más grande en la forma atlántica, hacen suponer que las dos poblaciones están aisladas genéticamente. 
Esta especie vive preferentemente en aguas alejadas de la costa (generalmente a partir de las 10 millas de distancia) y siempre en fondos superiores a los 100-200 m. Pero, en las regiones donde la costa es más abrupta y la plataforma reducida, como la Costa Brava, es frecuente encontrarse a corta distancia de la playa, especialmente durante la primavera, cuando sigue los bancos de pescado azul. 
La población de delfín listado en el Mediterráneo occidental ha sido estimada por Forcada y colaboradores en cerca de unos 200.000 ejemplares, número que lo convierte en la especie más abundante en la región. Pero esta población sufrió en el año 1990 una epizootia que produjo la muerte de miles de ejemplares en las costas de la península ibérica, Francia, Italia y Marruecos. 
El proceso se inició cerca de las costas de la Comunidad Valenciana el mes de julio y se extendió hacia el norte y el sur hasta cubrir todo el litoral ibérico en octubre. La fase más virulenta del proceso tuvo lugar durante los meses de agosto, septiembre y octubre. Posteriormente, con la llegada de los primeros fríos, a finales de noviembre, la frecuencia de aparición de delfines enfermos en las playas disminuyó ostensiblemente, aunque persistió una mortalidad menor de delfines listados a lo largo de todo el litoral afectado hasta finales de 1991. 
Aparentemente, la causa de esta mortalidad fue una infección por un Morbillivirus parecido al que produce el bromo en los carnívoros, que se combinó con la presencia de elevados niveles de contaminantes en el cuerpo de los delfines, especialmente de bifenilos policlorados o PCB, que fueron encontrados en concentraciones superiores a las 800 partes por millón. En los mamíferos, concentraciones superiores a las 100 a 200 partes por millón producen problemas reproductivos y en el desarrollo óseo. Además, estos contaminantes tienen un fuerte efecto inmunodepresor , se cree que las elevadas concentraciones en las que se encontraban en el hombro de estos animales hicieron que se convirtieran en más susceptibles a los efectos del agente infeccioso, lo que favorecía el desarrollo y la dispersión de la epidemia. Dado que no se dispone de una estimación de la abundancia del delfín listado en el Mediterráneo noroccidental antes de la epizootia, se desconoce el efecto que tuvo sobre la población.

## Comportamiento

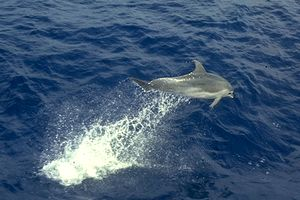
Ejemplar de delfín listado.

El delfín listado es una especie de hábitos sociales. La media de los grupos en el Mediterráneo es de unos 20 individuos, con unos rangos de variación que oscilan entre los 5 y los 35. Durante la captura de su alimento, y sobre todo si sus presas están dispersas, es frecuente que estos grandes grupos se rompan en unos pequeños grupos a fin de reducir la competencia entre los individuos.

## Alimentación
La dieta del delfín listado mediterráneo es poco conocida, pero se sabe que se fundamenta en cefalópodos de los géneros Histioteuthis, Todarodes y Illex, peces como merluza hueso (Merluccius merluccius), anchoas, eneas (Boop boop), agujas delgadas (belone belone gracilis) o bacaladillas (Micromesistius poutassou ) y gambas de los géneros Pasífae, Acanthephyra y Plesionika. Mayor mente 
de peces,calamares y crustáceos 
hasta 15 kilogramos por día.

## Reproducción
La reproducción ha sido estudiada en las aguas del Mediterráneo occidental, y los nacimientos se producen en septiembre-octubre, a fin de aprovechar el momento del año en el que las aguas aún no son frías y la disponibilidad de alimento es elevada. Esta sincronía ayuda a las hembras a superar el elevado coste energético que representa la lactancia. Las cópulas tienen lugar también a finales del verano y principios de otoño, y la gestación dura cerca de un año, al cabo del cual nace un neonato que mide unos 95 cm de talla corporal. Como el resto de cetáceos, sólo tienen un hijo por parto. Aparentemente, el nacimiento y los primeros meses de lactancia son momentos críticos en la vida de los delfines listados, y la tasa de mortalidad durante este período es relativamente elevada. Esto explica la relativa abundancia de neonatos y crías jóvenes que aparecen muertas en las playas durante el otoño y el principio del invierno. 
El índice de masculinidad del delfín listado es ligeramente favorable a los machos durante los primeros años de vida (1,11 machos / 1 hembra), pero como la mortalidad en estos es más elevada que en las hembras, la proporción de individuos de cada sexo se iguala en la fase adulta.  En general, los machos y las hembras adultas, junto con las crías que dependen de ellas, forman grupos reproductores que suelen reunir muchos individuos, mientras que los delfines listados jóvenes, pero que ya no necesitan la atención materna, se separan del resto formando pequeñas agrupaciones. 

## Conservación
Debido a sus costumbres eminentemente pelágicos, el delfín listado no suele entrar en conflicto con las actividades pesqueras ni se ha visto tan directamente afectado por el desarrollo turístico o industrial del litoral como otras especies de delfines más costeras. A pesar de haber sufrido los efectos de la epizootia de 1990, el delfín listado sigue siendo un cetáceo muy abundante y se puede decir que es uno de los pequeños cetáceos que menos problemas de conservación presenta. 
Sin embargo, por su elevada tasa metabólica y sus hábitos fuertemente depredadores, el delfín listado presenta unos niveles excepcionalmente elevados de contaminantes organoclorados y metales pesados. Estos altos niveles de contaminantes pueden llegar a poner en duda su supervivencia, ya sea favoreciendo el desarrollo de futuros estallidos epidémicos, reduciendo la eficacia reproductiva de la población o aumentando la su tasa de mortalidad. 
El delfín listado está protegido por el Convenio de Berna (anexo III) y se encuentra catalogado dentro del Apéndice II del CITES.